# Helge Krog
Helge Krog (Kristiania, 9 februari 1889 - aldaar, 30 juni 1962) was een Noors toneelschrijver, journalist en criticus.

## Leven en werk
Krog werd geboren in een vooraanstaande familie. Zijn vader was een bekend jurist en zijn moeder, Cecilie Thoresen, was de eerste vrouwelijke student aan een Noorse universiteit. Hij studeerde economie en werd daarna journalist voor belangrijke kranten en tijdschriften, zoals Verdens Gang, Dagbladet en Arbeiderbladet. In 1917 debuteerde hij als schrijver met het drama Det store Vi (Wij), dat in een luchtige komedievorm het sociale probleem van de prostitutie behandelt. Hoewel Krog zich in zijn journalistieke en essayistische werk altijd sterk sociaal geëngageerd zou tonen, is het sociale drama niet zijn eigenlijke terrein. Hij maakte vooral naam met luchtige blijspelen, vaak met een licht erotische ondertoon. Merkbaar is de invloed van de neoromantici Gunnar Heiberg en Olaf Bull en verder terug Henrik Ibsen. De drama's van Krog blinken uit door sterke dialogen en treffende karaktertekeningen. Zijn artikelen en essays vallen op door een elegante stijl. Krog vertaalde ook veel werk uit het Engels naar het Noors, onder anderen van Robert Louis Stevenson en D.H. Lawrence.
Tijdens de Tweede Wereldoorlog week Krog uit naar Zweden en schreef daar voor het kritische tijdschrift Håndslag. In felle bewoordingen viel hij onder anderen Noorse industriëlen aan die met de nazi's samenwerkten, hetgeen ook na de oorlog tot een heftige polemiek leidde. Terug in Noorwegen schreef hij voor de linkse krant Orientering en toonde zich onder meer fervent tegenstander van de aansluiting van Noorwegen bij de NATO. Krog trouwde in 1949 met actrice Tordis Maurstad en overleed in 1962 op 73-jarige leeftijd.